# 战斗位置：太平洋
《战斗位置：太平洋》（Battlestations: Pacific）是一款由Eidos匈牙利开发，Eidos Interactive发行的射击及即时战术游戏，是2007年的前作——《战斗位置：中途岛》（Battlestations: Midway）的后续。2009年5月12日，北美地区，这款游戏在Microsoft Windows与Xbox 360上发布，而欧洲与澳大利亚则于2009年5月15日发布。
2010年4月19日，该游戏的发展计划终止。

## 游戏性
《战斗位置：太平洋》以多种方式扩展了前作《战斗位置：中途岛》中的内容：
- 增加了战斗类型：如攻占岛屿，这会对整个战势局面造成影响；
- 增加新式武器、飞机与军舰：如HVAR火箭弹，橘花攻擊機（Kikka）、震電戰鬥機（Shinden）等实验中的战斗机，以及樱花、回天（Kaiten）等特攻队使用的武器等；
- 增加了更多的常规性武器。

战斗位置：太平洋的游戏内容设置为中途岛海战之后美军将战事推向日本冲绳的历史事件，同时也大幅增加日军军事行动的内容。该游戏也设置了日本由偷襲珍珠港開始，然後在中途岛海战中获得胜利后入侵夏威夷的架空歷史剧情。

### 多人游戏
在《战斗位置：太平洋》中，玩家可以在线或离线地与最多五名其他玩家一起对抗其他玩家或电脑AI。
- 攻占岛屿（Island capture）：用资源点购买舰艇、飞机等，并藉此攻破各个岛屿上敌军的防线。某些岛屿可以攻占后用以制造解锁后的武器单位，如战列舰。此模式下，地图大小会决定一些军舰类型的使用。
- 决战（Duel）：双方使用各种级别的武器单位战至一方落败。
- 竞赛（Competitive）：所有玩家位于同一阵营，竞争击敌数量。
- 围攻（Siege）：一方坚守岛屿阵地，另一方必须在限定的时间内攻下该岛。
- 护送（Escort）：一方护送指定单位到达预定目标，另一方须以各种手段在到达目标前摧毁该单位。

## 剧情
游戏情节设置在1941年日军突袭珍珠港至1945年冲绳战役之间。
游戏中，选择美国阵营的剧情为中途岛海战后侵入冲绳；选择日本阵营的剧情从突袭珍珠港开始，延至中途岛海战，以入侵夏威夷为结局。游戏共有28个独立章节，日美两阵营各为14个。

## 发展
2009年4月30日，发布了PC与XBOX 360上《战斗位置：太平洋》的演示，演示包括了一个美军阵营的关卡模式以及两人联机对战的模式。北美地区于2009年5月12日发布，欧洲与澳大利亚则于2009年5月15日发布。
后来，《战斗位置：太平洋》的图形引擎被大幅完善，包括海岛上植被的叶子、浅水中海水的透明度等细节得到改善。另增加一种座舱的视角模式。
损伤模型与物理引擎都被重建至更逼真现实的等级。舰艇被击毁后会断裂为两块，烟囱与船员都会被炮火击落入海；飞机的机翼、尾部和引擎都会从机身上打落。
游戏有着众多不同的环境效果，包括昼夜的效果与各种天气。

## 评价
在Metacritic网站的评价中，《战斗位置：太平洋》的PC版与Xbox 360版分别获得满分为100分的74分与76分，Eurogamer、Official Xbox Magazine给予了满分为10分的7分，Videogamer、Gamespot的评分为满分为10分的8分，Team Xbox、Boomtown则分别给予了满分为10分的8.9分与9分；而X-Play则标示满分为5分的4分。